# Brynjólf Úlfaldi
Brynjólf Úlfaldi o Brynjulf Ulvalde (apodado el Viejo; también el Camello, nórdico antiguo: Brynjólfr Kámel, n. 1044) fue un influyente caudillo vikingo y acaudalado bóndi de Ranrike, Noruega en la primera mitad del siglo XI. Ranrike formaba parte de una zona fronteriza que había estado bajo dominio noruego, danés o sueco en diversas ocasiones. Durante el reinado de Olaf II el Santo estaba bajo el poder de los gautas (de Suecia) y cuando el rey les pidió fidelidad, Brynjólf tuvo sabias palabras y se postuló en el althing a favor del rey noruego siempre y cuando tuviesen la protección real porque no tenían recursos para hacer frente militar contra los ejércitos suecos. Su oportuna apuesta devolvió Ranrike a la corona noruega.
La amistad entre Brynjólf y Olaf II se consumó en el Yule de 1016 con la participación de Eyvind Úrarhorn, quienes se intercambiaron preciosos bienes y regalos. Brynjólf recibió una valiosa espada con incrustaciones de oro y poder sobre el distrito de Vettaland, la amistad perduró toda la vida.

## Herencia
Se casó con Thora Jonsdatter (n. 1054), otrora amante del rey noruego Olaf III, y madre de Magnus III de Noruega. Thora era hija de Jon Arnesson. Fruto de esa relación nacieron dos hijos:
- Halldór Brynjólfsson (1068-1160), que casó con Thora, hija de Pablo Thorfinnsson, jarl de las Orcadas,[5] quien sirvió también al rey Olaf y a Harald Hardrada.
- Skialdvor Brynjolfsdatter (c. 1080) casó con Nicolas Skialdvarson (m. 1161), hijo de Sigurd Hranason, uno de los más notables caudillos durante el reinado de Magnus III de Noruega.[6]